# 滝の水公園
滝の水公園（たきのみずこうえん）は、愛知県名古屋市緑区篠の風にある地区公園。

## 概要
1989年（平成元年）開園。新興住宅地の中にある高台が公園となっており、360度の眺望が開けていて、夜景スポットとしても知られている。
この場所には1931年（昭和6年）から1950年（昭和25年）まで、名古屋薬学専門学校が置かれていたが、名古屋市立大学薬学部として統合された後は空き地となっていた。
かつては平らな土地であったが、1959年（昭和34年）9月の伊勢湾台風で出た倒壊家屋の廃材などゴミの集積所となり、その後ゴミの山の上に土が被せられて現在のような地形となった。1989年（平成元年）に公園として整備されたが、ゴミから発生するガスを抜くための配管を未だ公園内に見ることが出来る。
なお「滝の水公園」と名付けられているが、公園の所在地は「篠の風」である。

## 周辺
- 税務大学校名古屋研修所
- 名古屋市立滝ノ水小学校
- 名古屋市立滝ノ水中学校
- 滝ノ水緑地

## アクセス
- 名古屋市営地下鉄桜通線
  - 鳴子北駅から名古屋市営バス - 鳴子12「太子」行き・鳴子14号系統「大高駅」行き。
  - 相生山駅から名古屋市営バス - 相生11号系統「大清水」行き。
  - 神沢駅から名古屋市営バス - 徳重巡回系統「藤田医科大学病院」行き。
  - 徳重駅から名古屋市営バス - 徳重巡回系統「藤田医科大学病院」行き。
    - いずれも「滝の水公園」バス停下車。

## ギャラリー

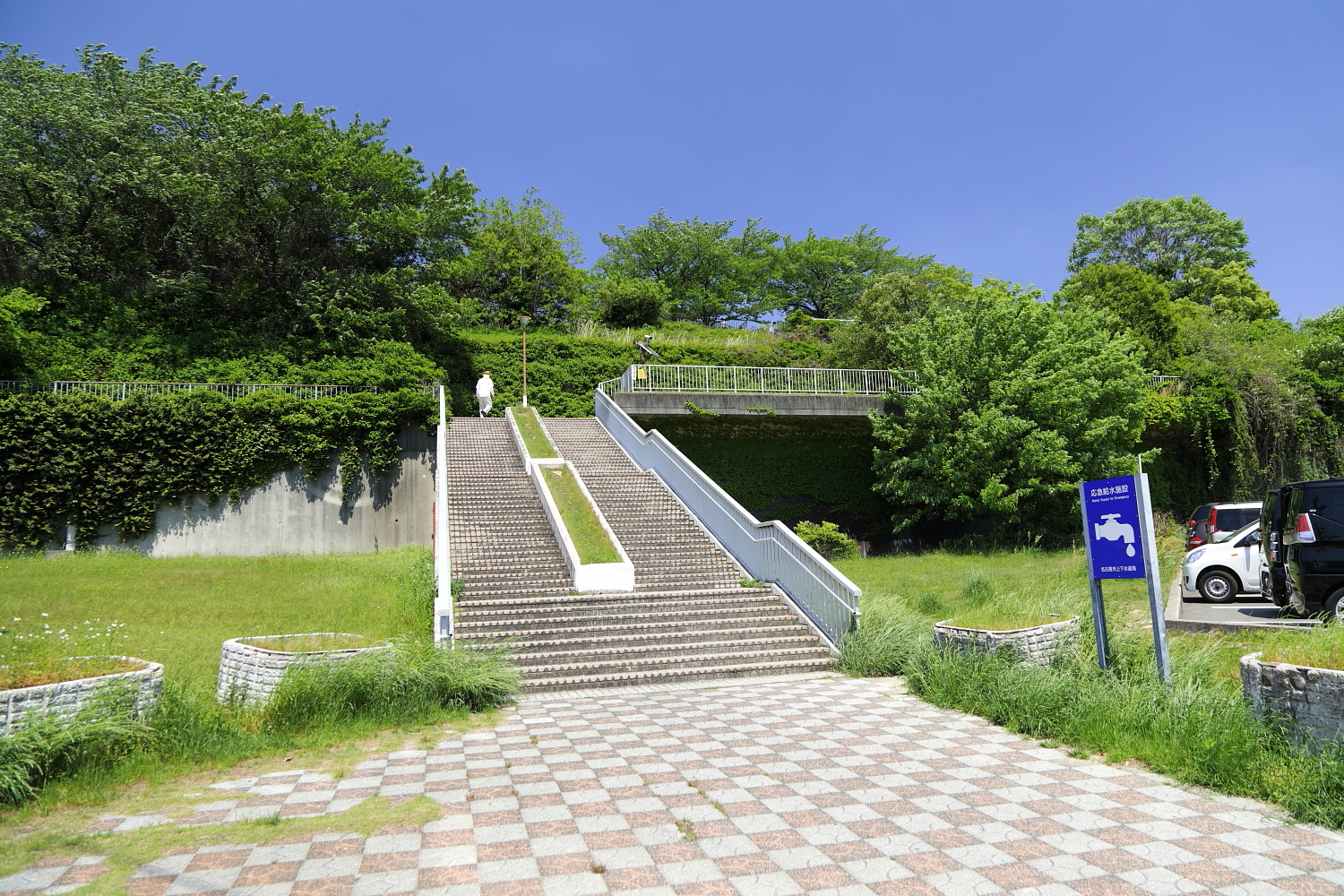
南階段 （2020年（令和2年）5月）
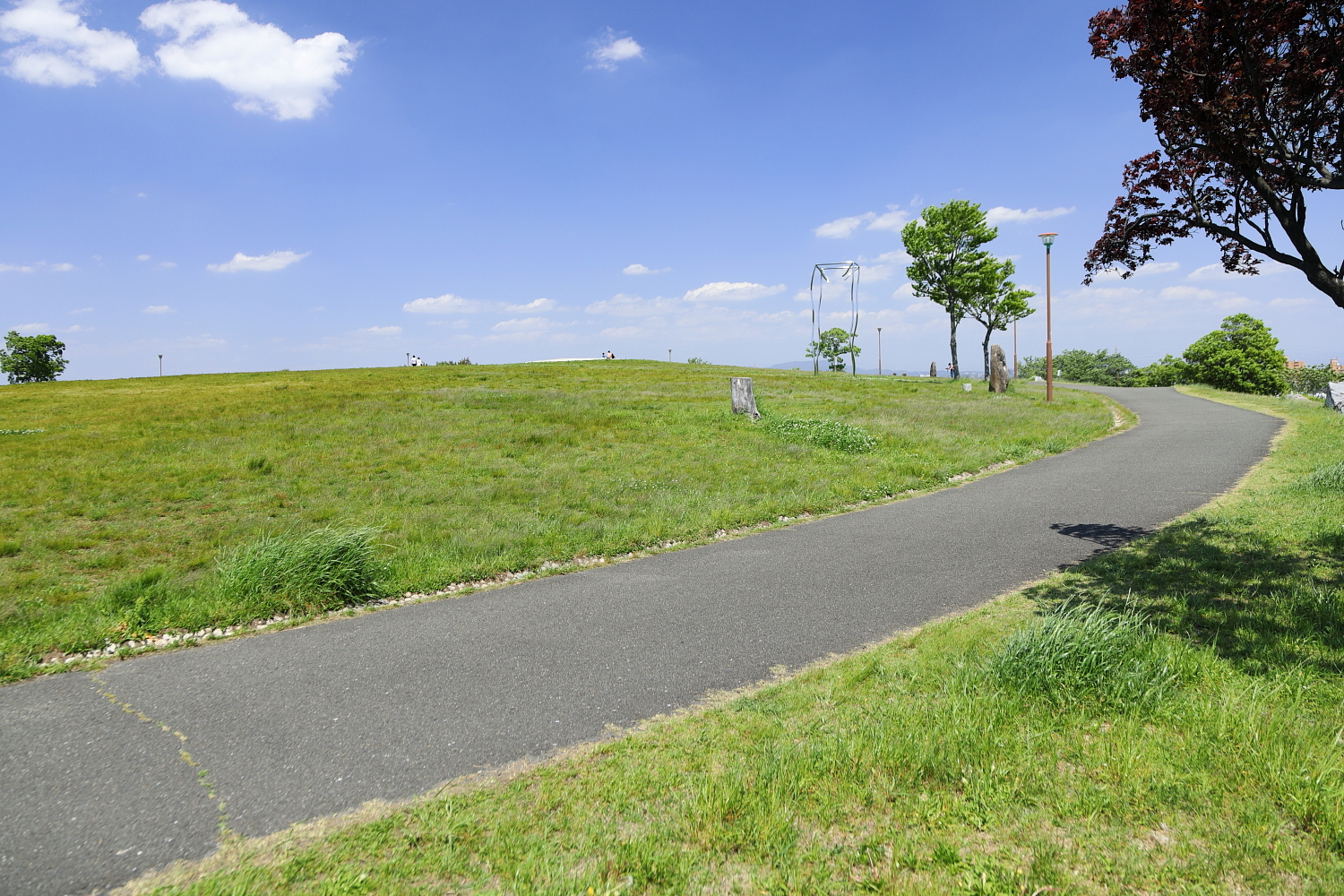
頂部付近 （2020年（令和2年）5月）
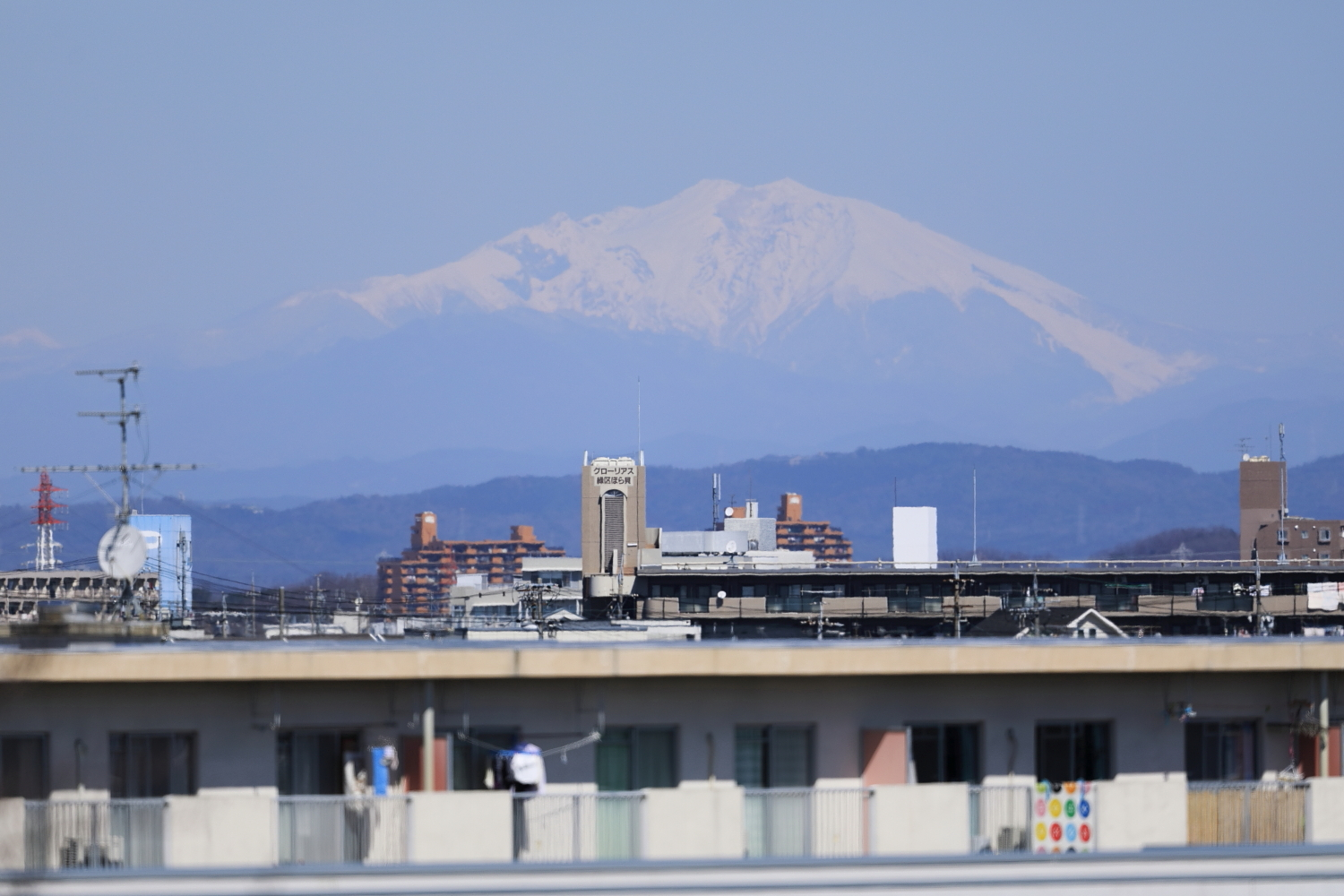
頂部付近より御嶽山を望む。 （2019年（平成31年）3月）
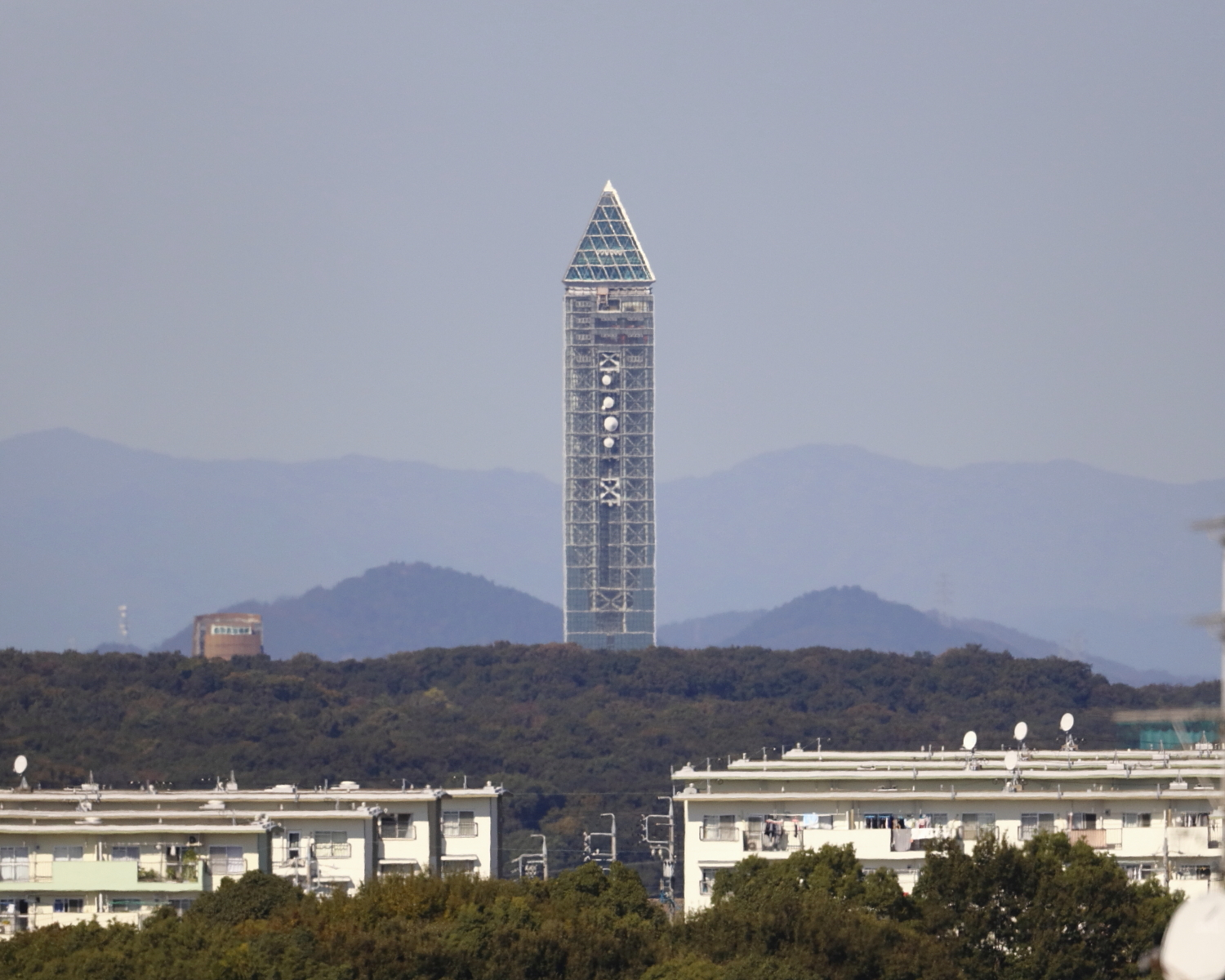
頂部付近より東山スカイタワーを望む。 （2022年（令和4年）10月）
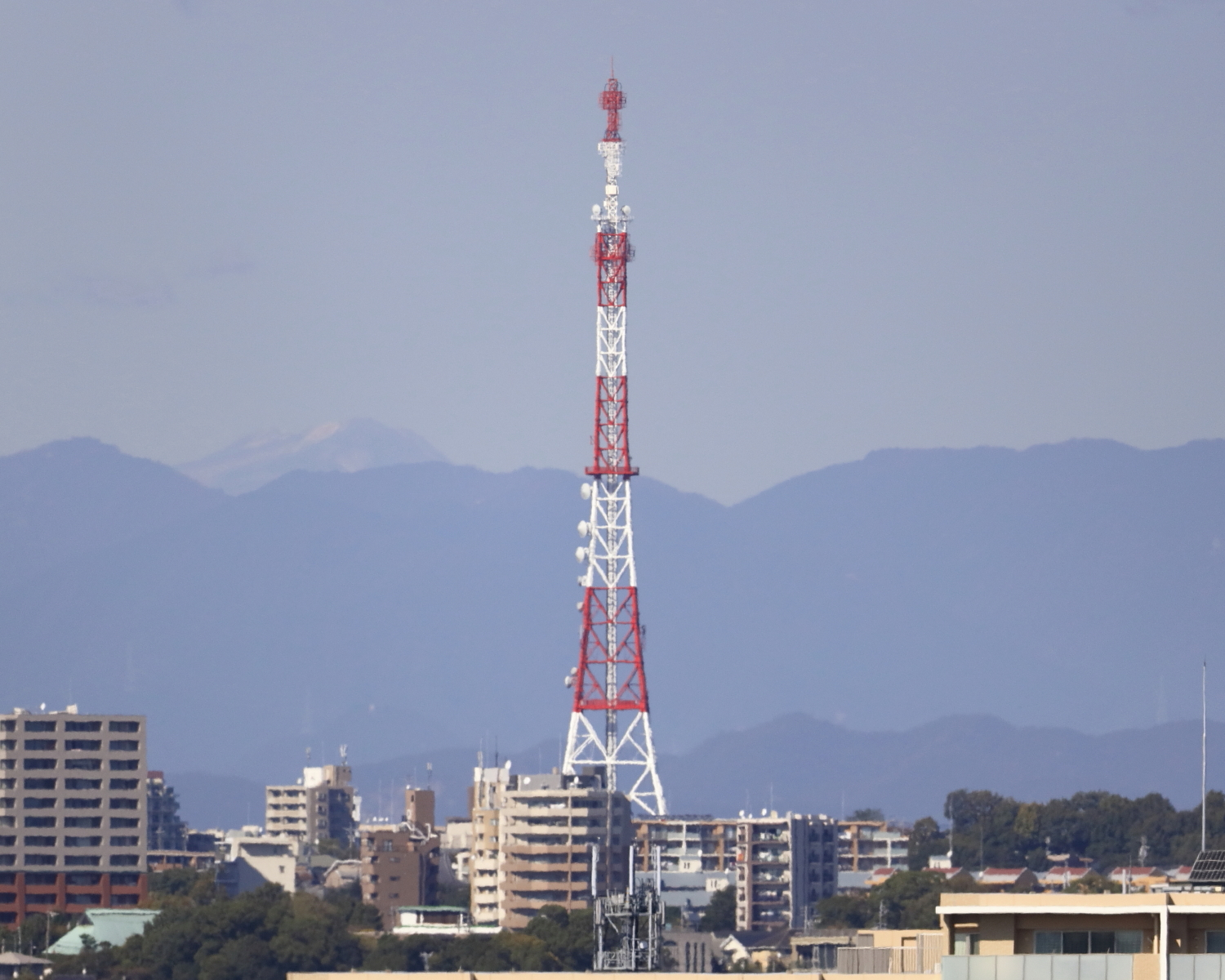
頂部付近より東山タワーと左奥に白山を望む。 （2022年（令和4年）10月）
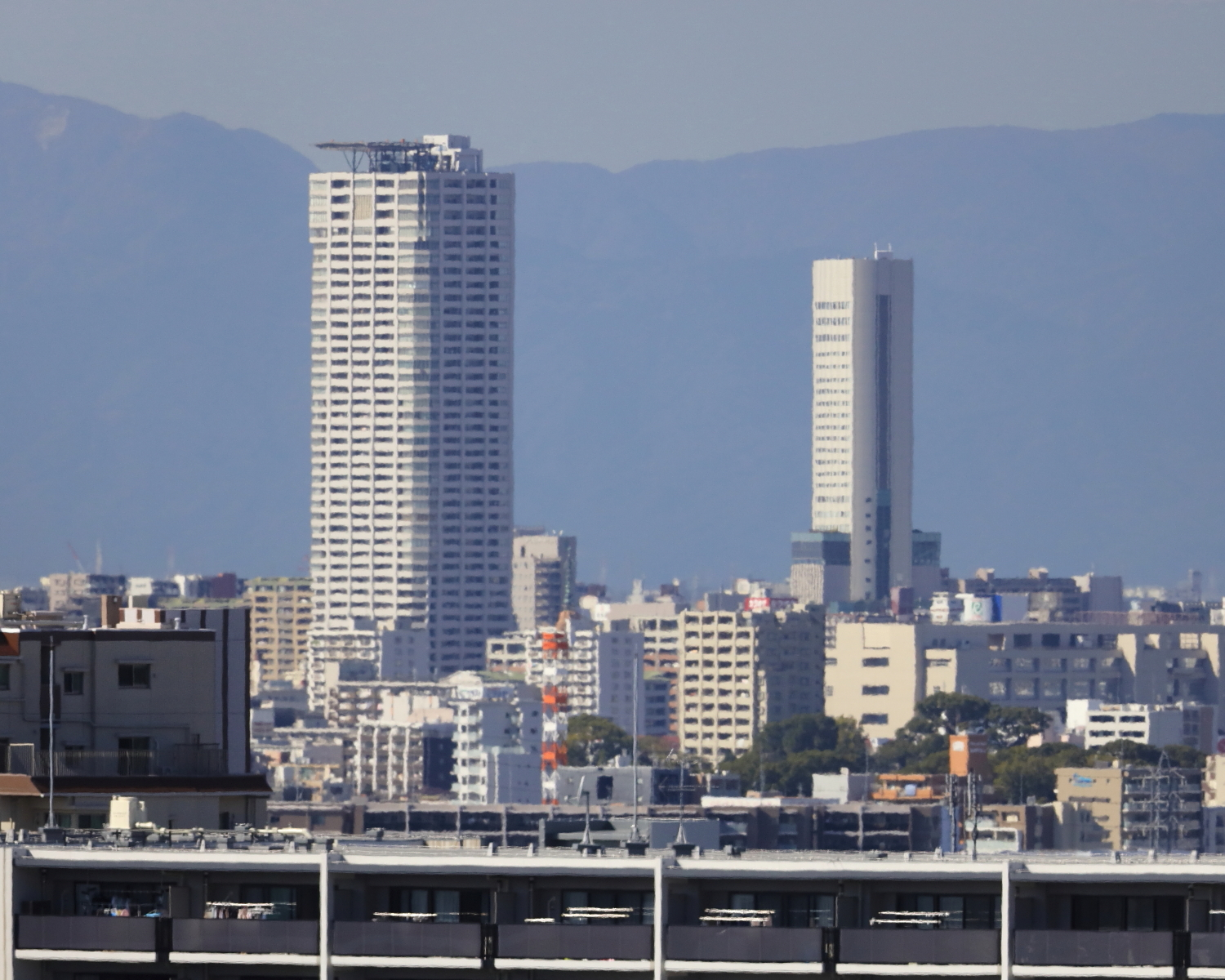
頂部付近よりザ・ライオンズ ミッドキャピタルタワーと金山南ビルを望む。 （2022年（令和4年）10月）
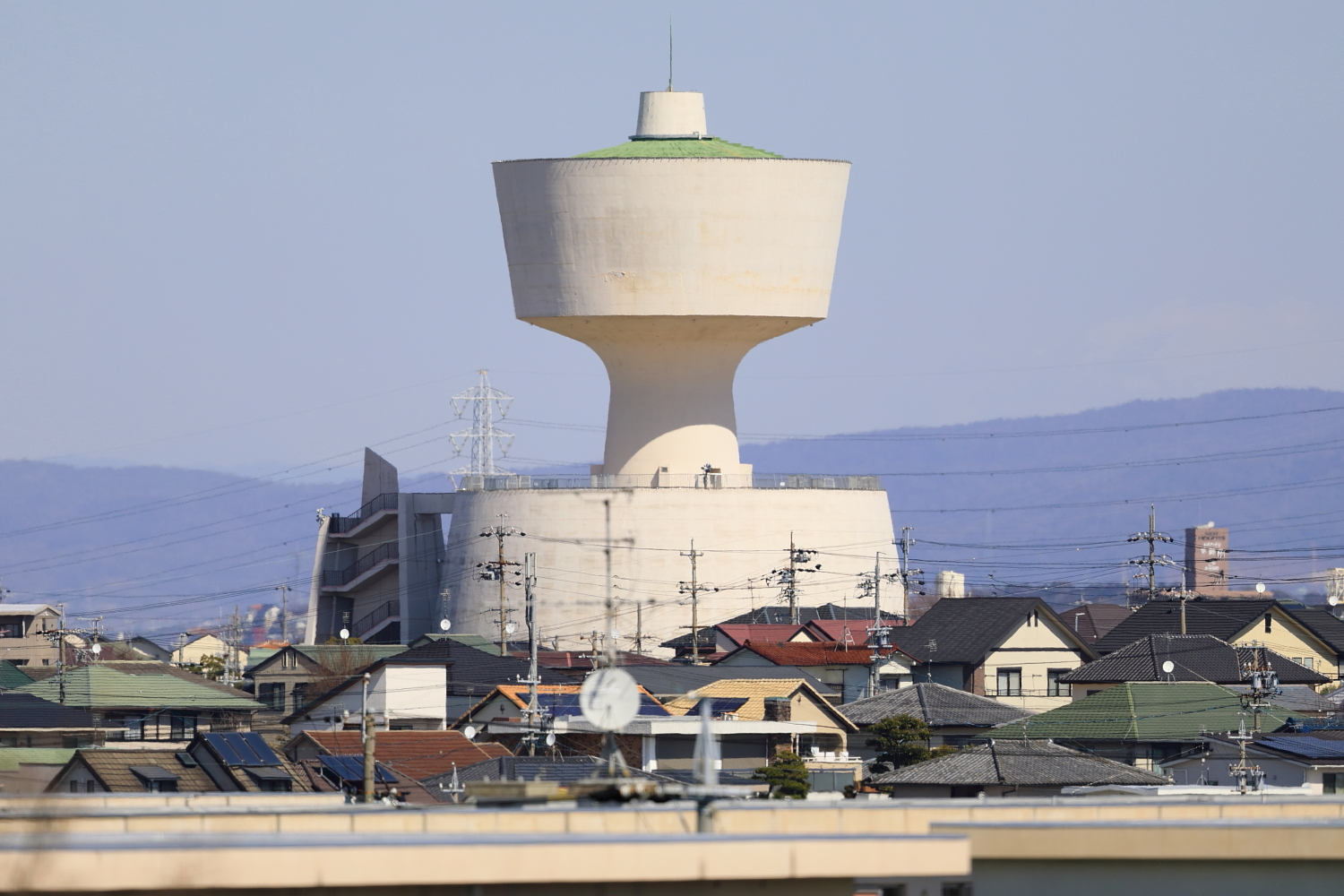
頂部付近より鳴海配水場を望む。 （2019年（平成31年）3月）
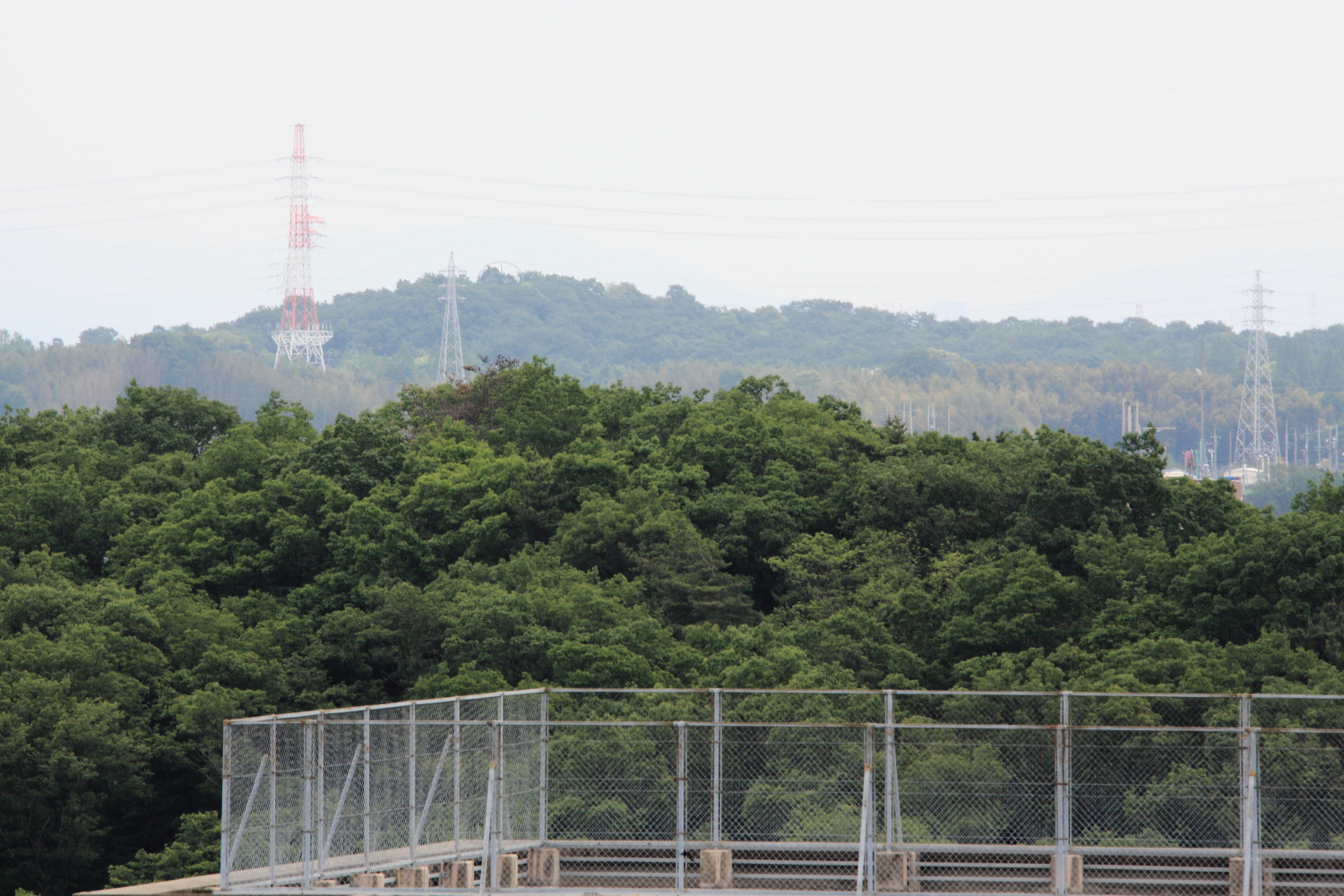
頂部付近より二村山を望む。 （2012年（平成24年）5月）
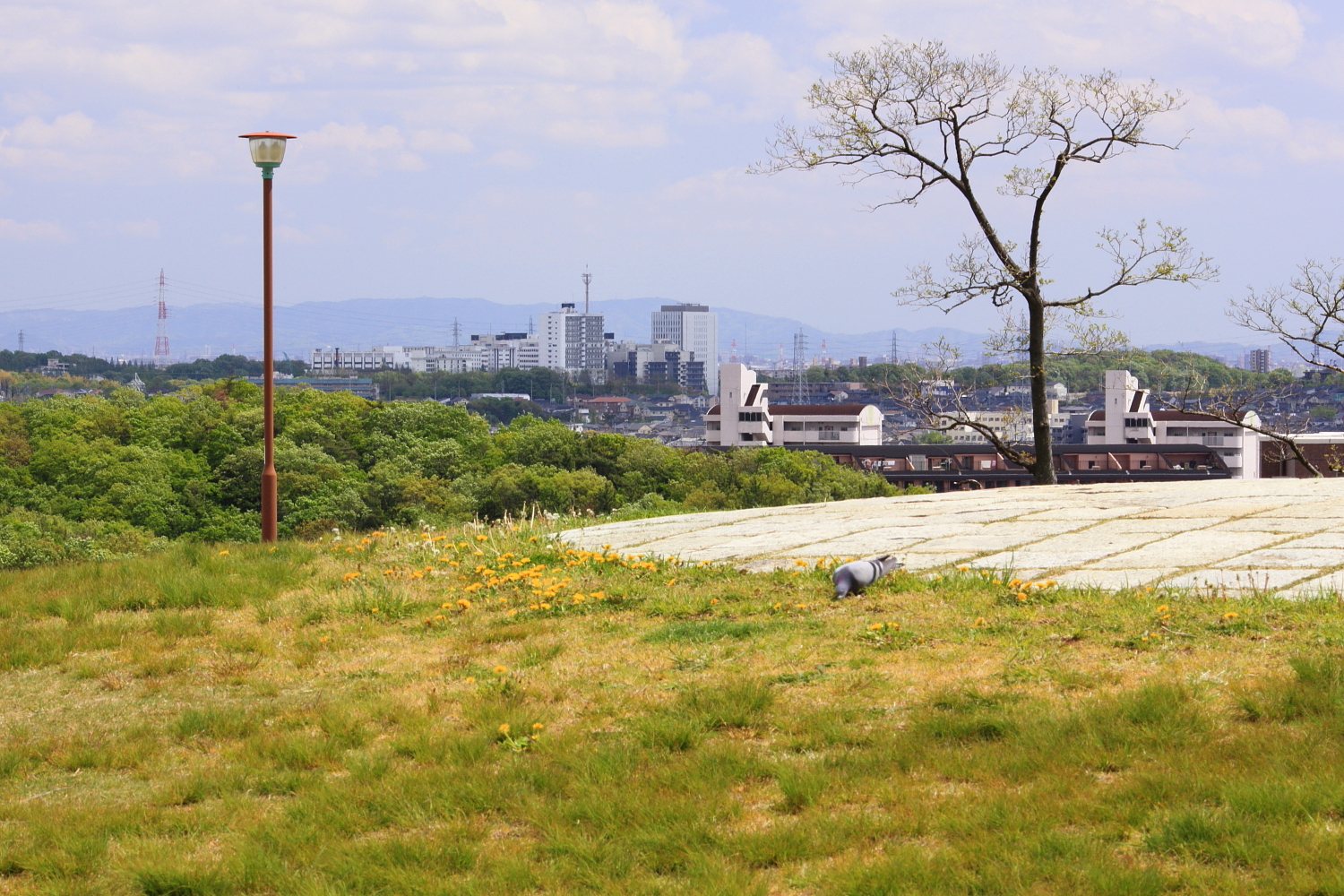
頂部付近より藤田医科大学・同大学病院方向を望む。 （2011年（平成23年）4月）
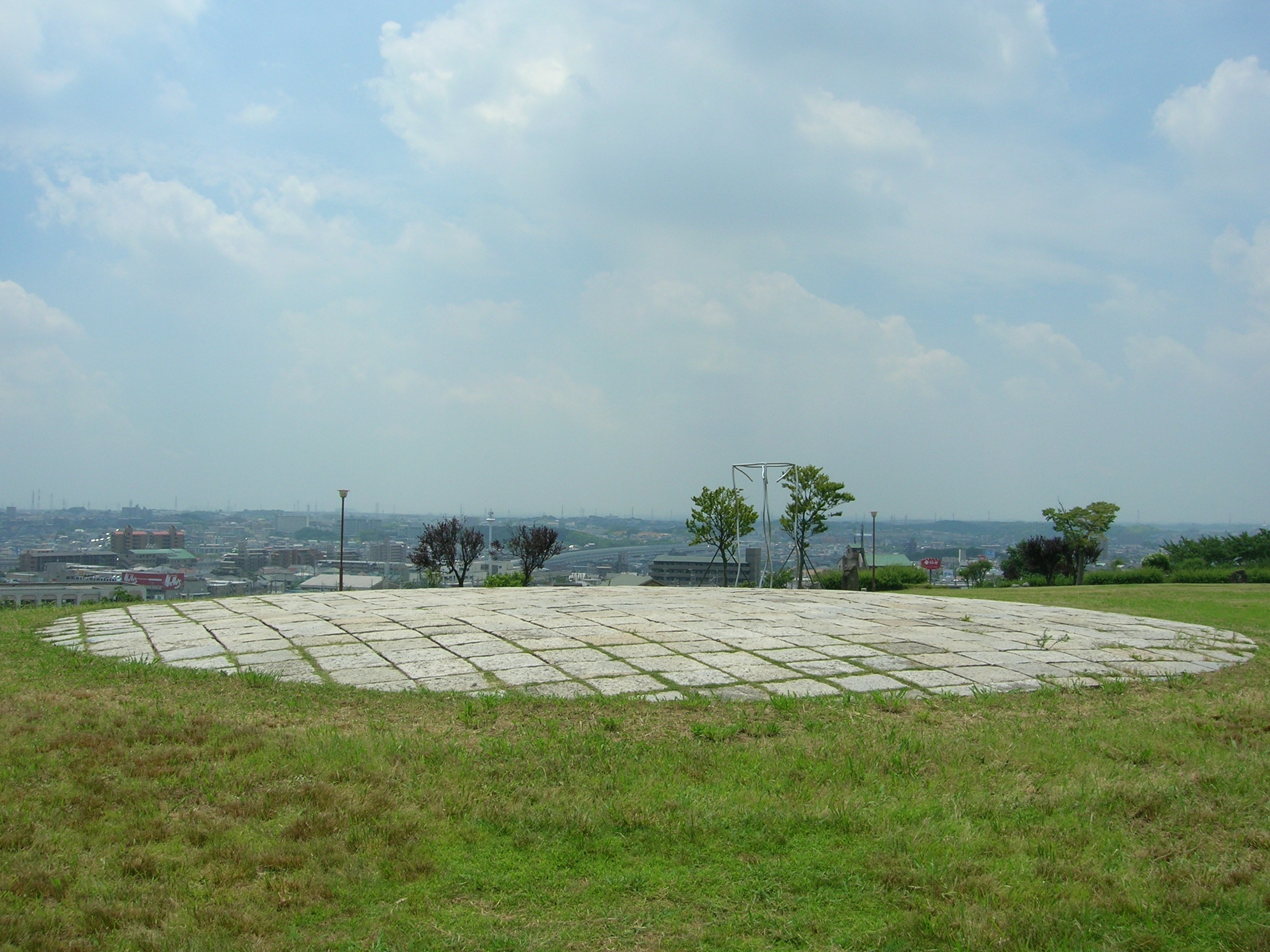
頂部付近より南方向を望む。 （2011年（平成23年）7月）
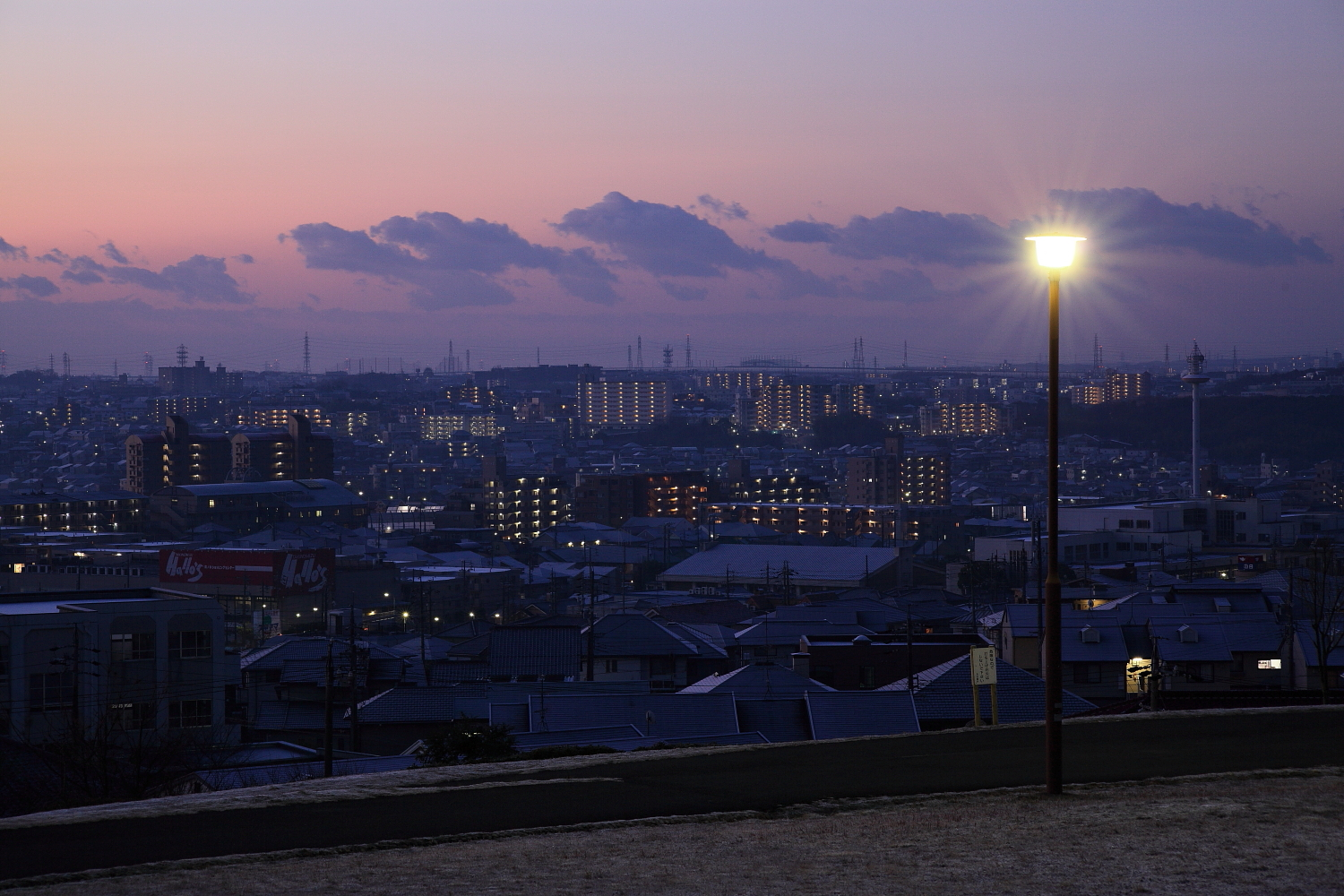
頂部付近より南方向を望む（早朝）。 （2010年（平成22年）12月）
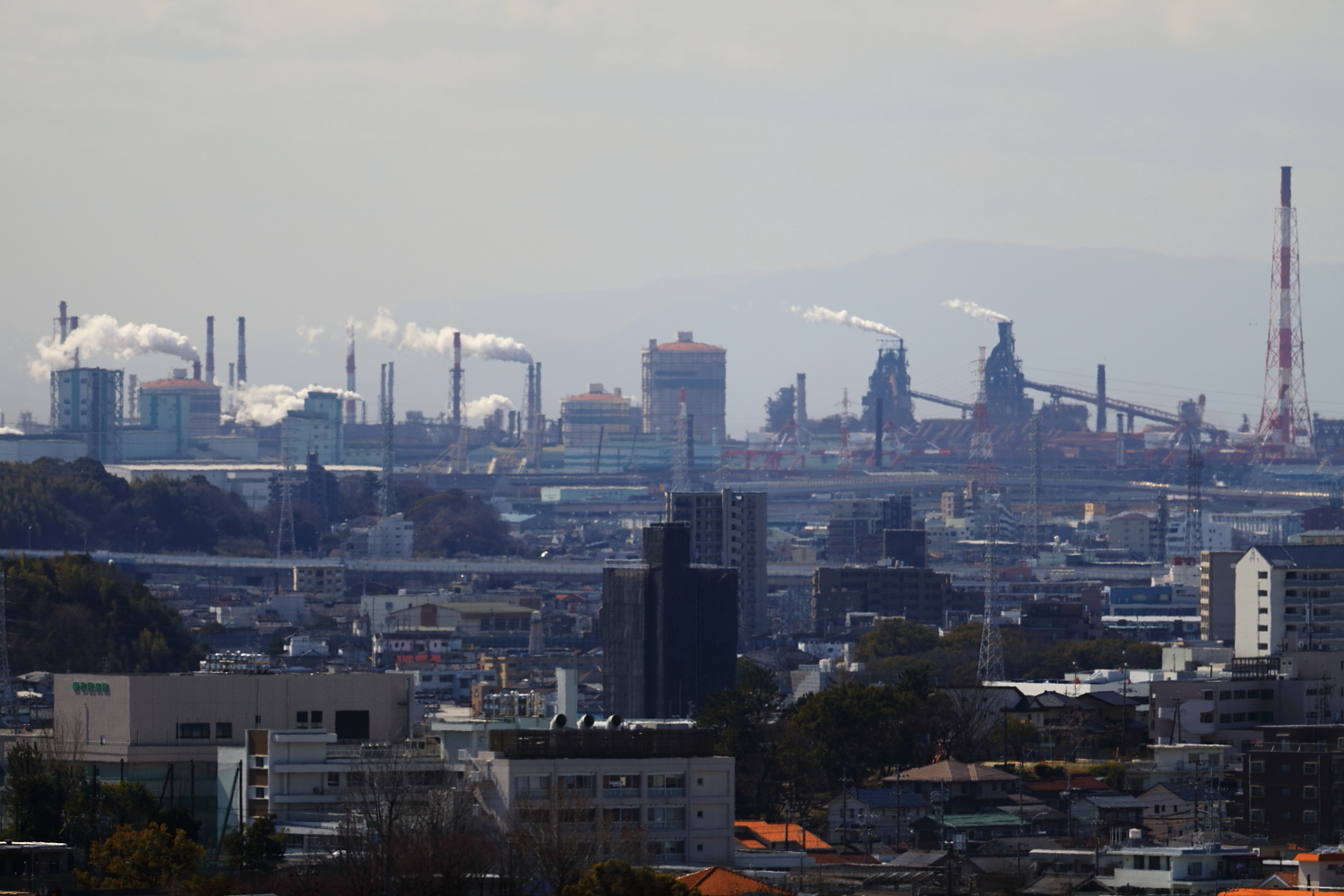
頂部付近より日本製鉄名古屋製鉄所を望む。 （2019年（平成31年）3月）
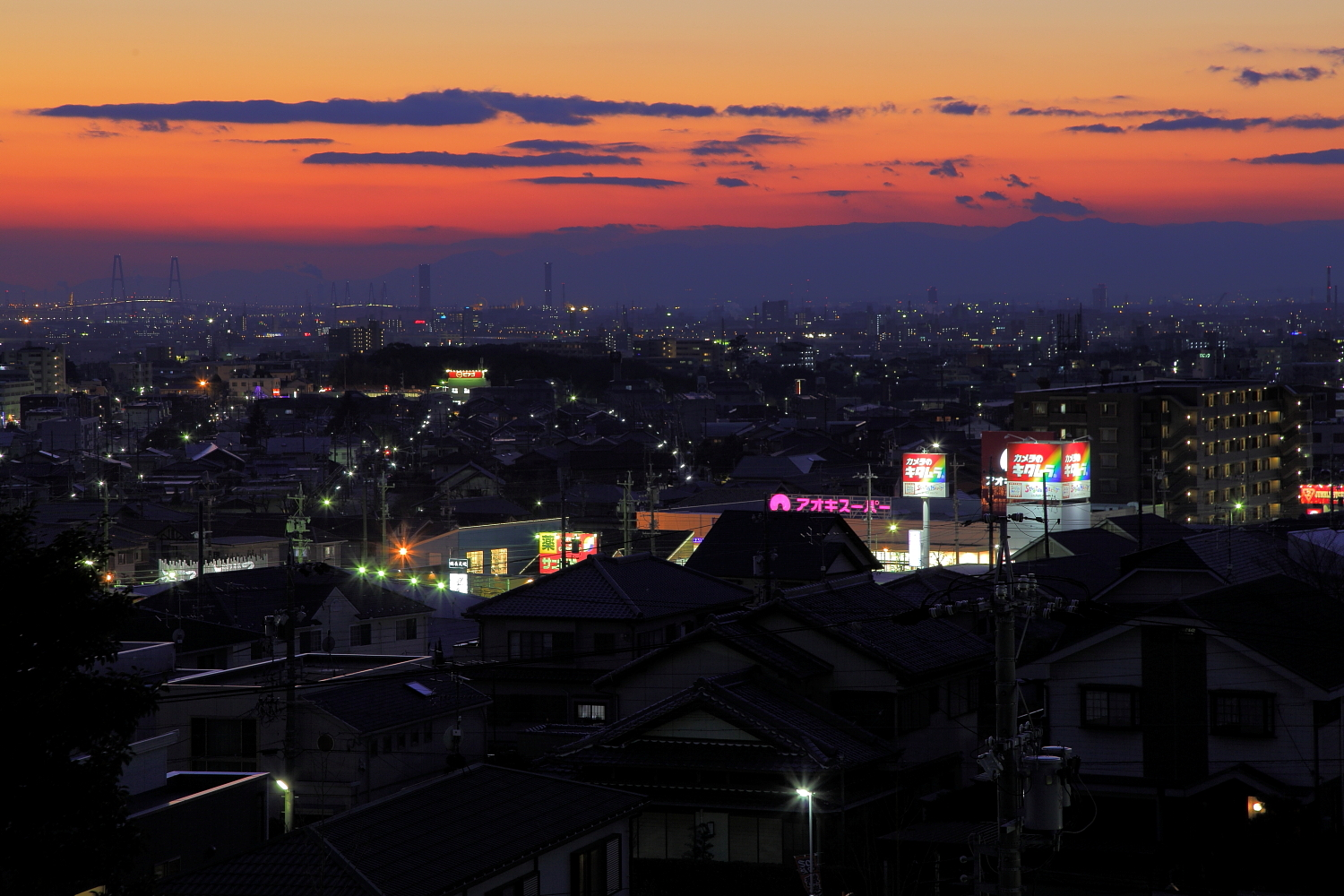
頂部付近より西南西方向を望む（夕景）。左奥手に見えるのは名港トリトン。 （2011年（平成23年）1月）
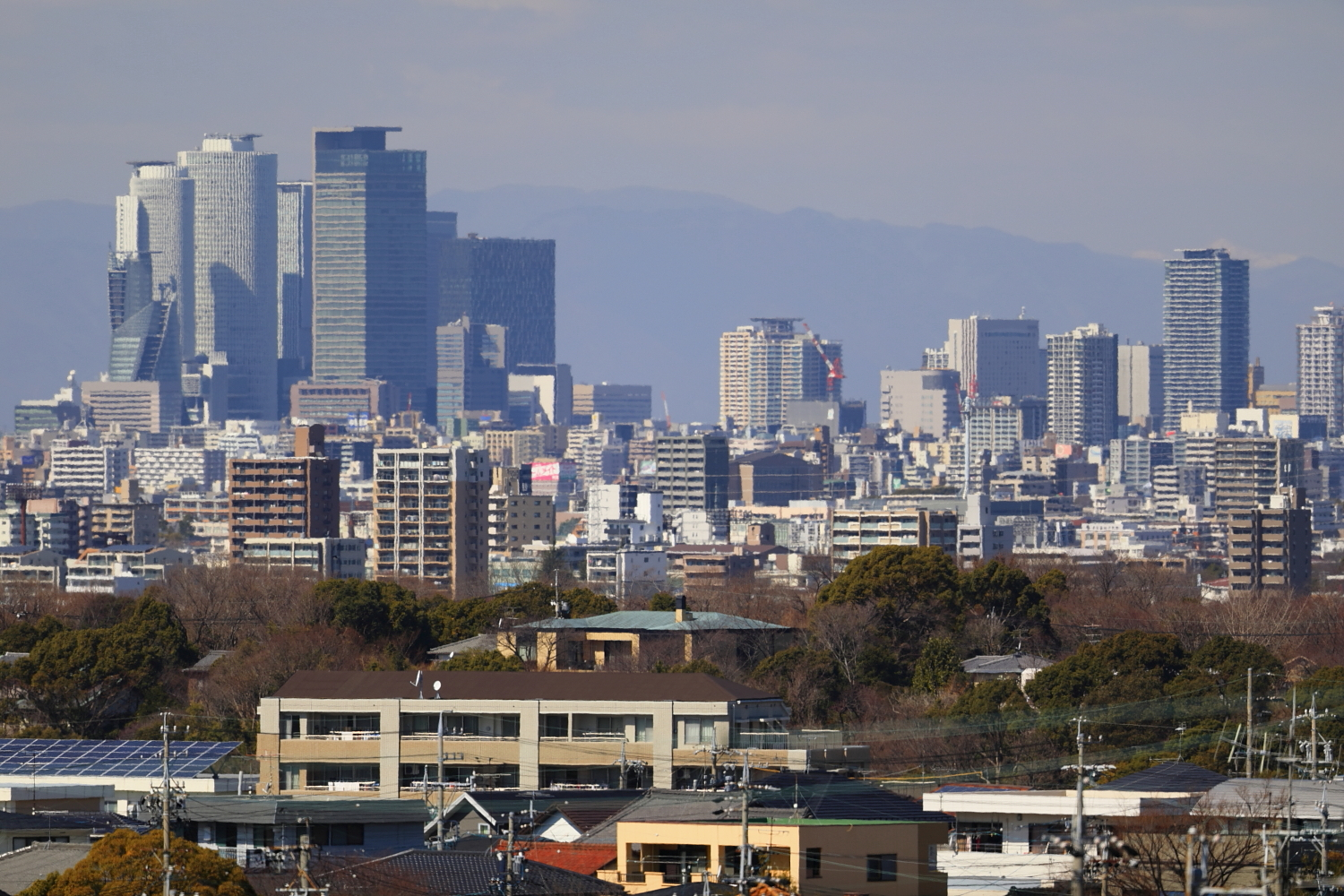
頂部付近より名駅方向を望む。 （2019年（平成31年）3月）
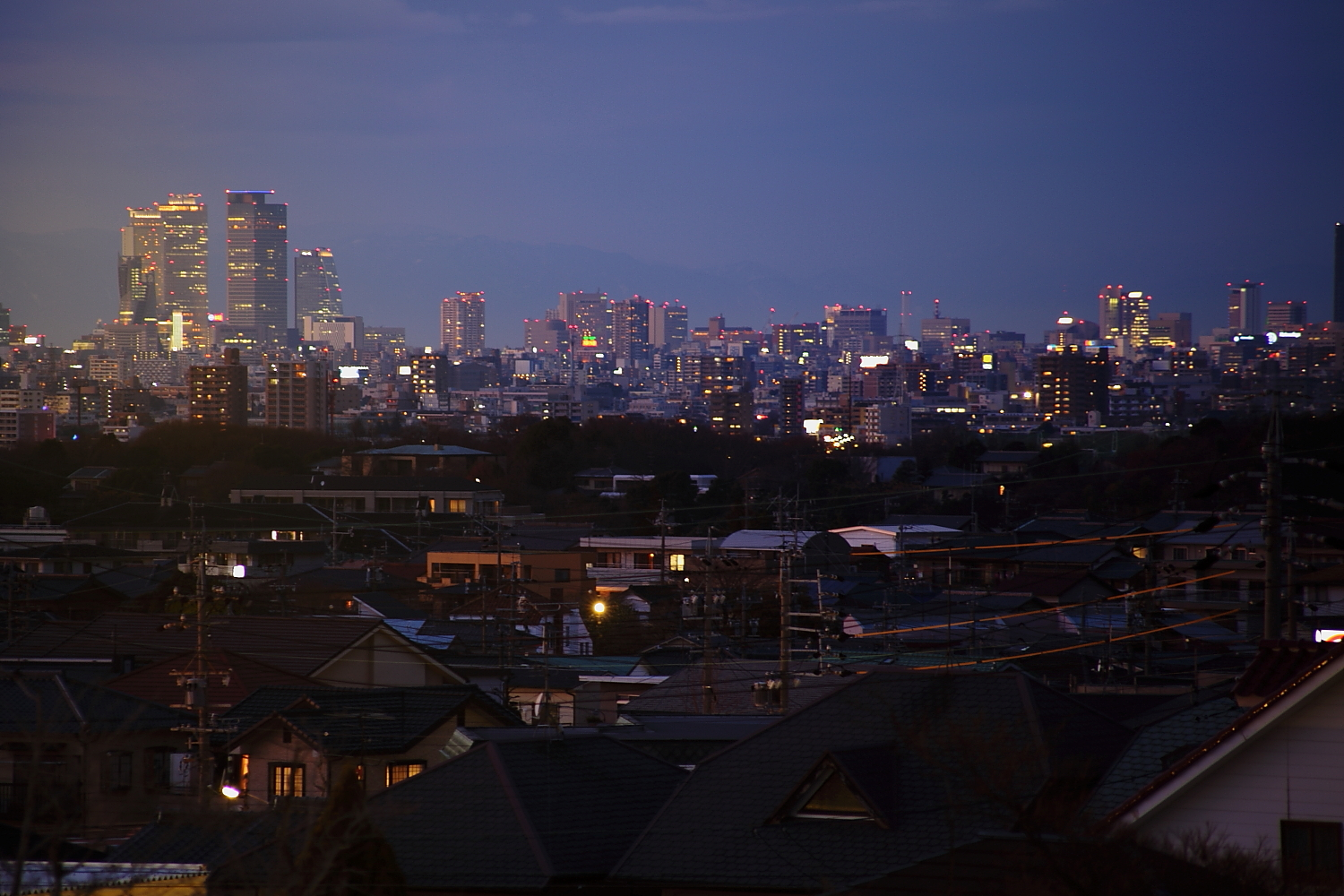
頂部付近より名駅方向を望む（夕景）。 （2010年（平成22年）1月）